# Walter Bösch (Unternehmen)

Firmensitz in Lustenau

Die Walter Bösch GmbH & Co KG (vormals Walter Bösch KG) ist ein von Walter Bösch gegründetes Unternehmen mit Hauptsitz in Lustenau. Das Unternehmen produziert in den Bereichen Heizung, Klimatechnik und Lüftung. Im Jahr 2022 wurden knapp 700 Mitarbeitende in Österreich, Deutschland und in der Schweiz beschäftigt. Der Umsatz lag 2022 bei 134,1 Mio. Euro. Neben der Hauptniederlassung in Lustenau (Vorarlberg, Österreich) gibt es Niederlassungen in Tirol (Innsbruck), Salzburg (Bergheim), Oberösterreich (Leonding), Wien, Steiermark (Feldkirchen bei Graz), Kärnten (Klagenfurt), Süddeutschland (Günzburg). Vertriebspartner und Tochtergesellschaften in der Schweiz, Tschechien und Skandinavien.

## Geschichte
Im Jahr 1932 gründete Walter Bösch das Unternehmen Walter Bösch, Maschinen und Apparate in Lustenau. Nach dem Zweiten Weltkrieg wird das Unternehmen wieder aufgebaut und engagiert sich im Bereich Heiztechnik. 1951 wurde der Geschäftsbereich um Reinigungsgeräte und -mittel erweitert. In den 50er und 60er Jahren expandierte das Unternehmen und eröffnete Zweigniederlassungen in Innsbruck (1951), Wien (1959), Salzburg und Linz (1960), Graz (1961) und Klagenfurt (1966). Drei Jahre später im Jahr 1969 wird der Geschäftsbetrieb um die Sparte Klimatechnik erweitert. 1983 wird die Walter Bösch AG in Winterthur (Schweiz) gegründet und einige Jahre später 1991 die Tochtergesellschaft Bösch spol s.r.o. in Brünn (Tschechien). Seit 2004 tritt das Unternehmen unter der neuen Dachmarke bösch auf. 2005 Erweiterung das Bereichs Klimatechnik auf den Süddeutschen Raum, 2009 übernimmt bösch die österreichische Vertriebs- und Kundendienstorganisation von weishaupt, 2011 wird das RLT-Gehäusesystem modul a entwickelt. 2012 wird der Geschäftsbereich "Reinigung" verkauft. 2015 mit Dr. Linus und Mag.Robert Grellet tritt die 3. Generation der Besitzerfamilie in die Geschäftsleitung ein. 

## Beteiligungsverhältnis
- Walter Bösch Privatstiftung (99,9 Prozent)[1]
- Grellet Holding GmbH (0,1 Prozent)

## Auszeichnung
- 2016: Constantinus Award in der Kategorie Informationstechnologie[4]
- 2019: KVA Gütesiegel in Gold (Service Excellence Zertifikat)
- 2022 Ökoprofit
- 2023 KVA Gütesiegel in Gold (Service Excellence Zertifikat)
- 2023 TÜV Austria Service- und Beratungsqualität des technischen Kundendienstes
- 2023 Ökoprofit